# The Magic of Christmas (Samantha Jade)
The Magic of Christmas è il quarto album in studio della cantante australiana Samantha Jade, pubblicato nel 2018.

## Tracce
1. I'll Be Home for Christmas – 3:23 (Kim Gannon, Walter Kent)
2. White Christmas – 2:31 (Irving Berlin)
3. Santa Baby – 3:18 (Joan Javits, Philip Springer, Tony Springer)
4. The Magic of Christmas (featuring Guy Sebastian) – 3:16
5. Have Yourself a Merry Little Christmas – 3:21 (Hugh Martin, Ralph Blane)
6. Blue Christmas – 3:07 (Billy Hayes, Jay W. Johnson)
7. The Christmas Song – 3:12
8. Silver Bells – 2:26 (Jay Livingston, Ray Evans)
9. Silent Night – 3:16 (Traditional)
10. O Holy Night – 3:45 (Traditional)
11. Home – 3:06
12. Amazing Grace – 2:42 (Traditional)
13. This Candle Time of Year – 3:55